# Hercostomus yakovlevi
Hercostomus yakovlevi är en tvåvingeart som beskrevs av Grichanov 1999. Hercostomus yakovlevi ingår i släktet Hercostomus och familjen styltflugor.
Artens utbredningsområde är Kenya. Inga underarter finns listade i Catalogue of Life.